# 唐·库普曼
唐·库普曼（荷蘭語：Ton Koopman，1944年10月2日—），荷兰指挥家、管风琴及大键琴演奏家。

## 简介
唐·库普曼出生于荷兰兹沃勒，曾在阿姆斯特丹学习音乐学，后分别师从西蒙·杨森（Simon C. Jansen）和古斯塔夫·莱昂哈特学习管风琴和大键琴。1969年，库普曼创立了阿姆斯特丹古乐团，1979年和1992年他分别创建阿姆斯特丹巴洛克管弦乐团和合唱团，这两个乐团后来合并为著名的阿姆斯特丹巴洛克古乐团。
库普曼致力于研究巴洛克音乐，被认作古乐演奏的代表人物。1994至2005年间，库普曼和假声男高音安德瑞斯·修尔等诸多歌手合作，指挥和录制了约翰·塞巴斯蒂安·巴赫的所有颂赞曲作品。除了这个项目，库普曼着重研究的音乐家还包括迪特里克·布克斯特胡德和海因里希·比贝尔等等。
库普曼同时在欧洲、北美和日本等地的著名乐团担当客座指挥。库普曼2004年受聘为莱顿大学音乐学教授，2016年起任吕贝克音乐学院荣誉教授。

## 奖项
- 2006年：莱比锡市巴赫奖章（英语：Bach Medal）
- 2012年：吕贝克市布克斯特胡德奖（Buxtehude-Preis）
- 2014年：英国皇家音乐学院巴赫奖（Royal Academy of Music Bach Prize）[4]